# Keith Vassell
Keith Christophe Vassell (Saint-Jean-sur-Richelieu, 19 luglio 1970) è un ex cestista e allenatore di pallacanestro canadese con cittadinanza islandese.

## Carriera
Con il Canada ha disputato i Campionati americani del 1999.